# Tomášov
Tomášov (węg. Fél) – słowacka wieś (obec), znajdująca się w kraju bratysławskim, w powiecie Senec.